# La Unión (Sucre)
Pour les articles homonymes, voir La Unión.
La Unión ou La Unión de Sucre est une municipalité de Colombie, située dans le département de Sucre.